# Melissa Sue Anderson
Melissa Sue Anderson (Berkeley, 26 september 1962) is een Amerikaans actrice, vooral bekend van haar rol als Mary Ingalls in de televisieserie Little House on the Prairie, die werd uitgezonden van 1974 tot 1982.
Anderson werd geboren in Berkeley (Californië) en begon haar carrière met een aantal kleine televisierolletjes, waaronder de rol van Millicent in The Brady Bunch. Toen zij twaalf jaar oud was kreeg ze haar rol in Little House on the Prairie. Er waren hiervoor honderden kandidaten. Toen de populaire serie in 1982 stopte, ging ze door met acteren in verscheidene tv-shows, zoals The Equalizer, Alfred Hitchcock Presents en Murder, She Wrote.
Zij heeft samen met haar man Michael Sloan twee kinderen, dochter Piper en zoon Griffin.